# La Corregidora
La Corregidora är en ort i Mexiko.   Den ligger i kommunen Tepic och delstaten Nayarit, i den centrala delen av landet, 600 km väster om huvudstaden Mexico City. La Corregidora ligger 959 meter över havet och antalet invånare är 1 089.
Terrängen runt La Corregidora är varierad, och sluttar västerut. Runt La Corregidora är det ganska glesbefolkat, med 50 invånare per kvadratkilometer. Närmaste större samhälle är Tepic, 11,3 km nordväst om La Corregidora. I omgivningarna runt La Corregidora växer huvudsakligen savannskog.